# Chimarra dybowskina
Chimarra dybowskina är en nattsländeart som beskrevs av Longinos Navás 1931. 
Chimarra dybowskina ingår i släktet Chimarra och familjen stengömmenattsländor. Inga underarter finns listade i Catalogue of Life.